# Данило Вуксановић
Данило Вуксановић (Титоград, 21. октобар 1946) је црногорски политичар.
Говори руски и енглески језик. Ожењен и има два сина. По националности је Србин.